# Kubaba
Kubaba (též Kug Baba; sumersky Kug-Bau) je jedinou ženou v Sumerském královském seznamu, podle kterého vládla 100 let ve III. dynastii z Kiše. Než se stala královnou, byla hostinskou.